# ادموند ريد

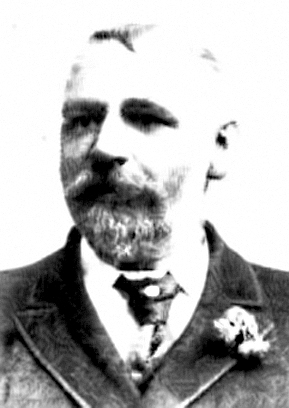
ادموند ريد

المفتش ادموند جون جيمس ريد (بالإنجليزية: Edmund Reid) (21 مارس 1846 - 5 ديسمبر 1917) كان رئيسا لإدارة البحث الجنائي في شعبة شرطة العاصمة لندن في ذلك الوقت من جرائم قتل وايت تشابل التي إرتكبت بواسطة جاك السفاح في عام 1888 كما كان طيار في وقت مبكر.

## روابط خارجية
- "مسكون" جاك السفاح "- السابق المخبر المفتش ريد الجديد نظرية '-' 'لويدز أخبار أسبوعية' '، 4 فبراير 1912، (ص 7) "جاك السفاح والجريمة الفيكتورية" الموقع